# 努佩文化日

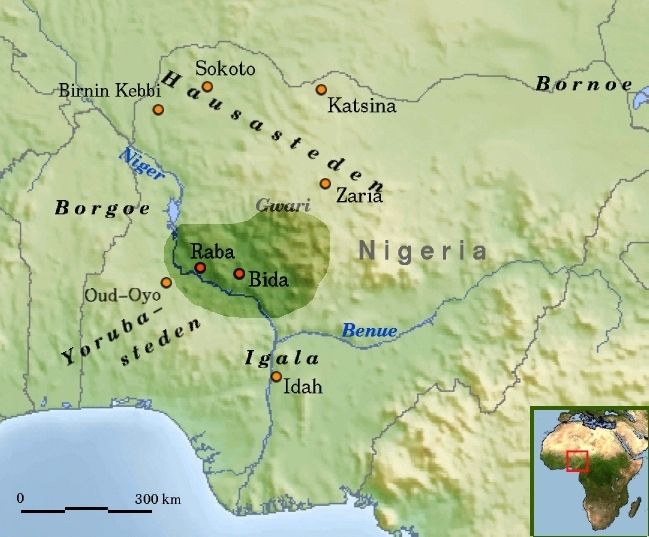
舉辦努佩文化日活動的地區

努佩文化日（英語：Nupe Cultural Day），是奈及利亞於每年6月26日由努佩社群舉行的傳統文化和慶祝活動。

## 歷史
努佩文化日係當地的傳統節日，慶祝1896年2月26日非洲本土軍隊擊退英國軍隊，當時位於洛科賈的英國保護國對位於現科吉州奧吉迪的比達軍營發起進攻，英國警察部隊戰敗，努佩騎兵奪取英國國旗。每年一度的文化日由努佩長老透過部落發起，與同為努佩傳統活動的杜巴節和帕特吉划船節不同。
文化日始於清真寺和教堂禱告，分別於活動的第一天（週五）和最後一日（週日）進行，期間並舉辦有關努佩歷史背景、文化發展的專題講座，以及頒發農業優秀獎，促進當地農業發展。